# Martin Scharfe
Martin Scharfe (* 8. März 1936 in Waiblingen; † 26. Februar 2025 in Moischt bei Marburg) war ein deutscher Volkskundler, Kulturwissenschaftler und Hochschullehrer.

## Werdegang
Scharfe war nach entsprechender Ausbildung zunächst Lehrer an verschiedenen Volks- und Realschulen in Nordwürttemberg, zuletzt als Leiter einer zweiklassigen Dorfschule. Von 1961 bis 1965 studierte er insbesondere Volkskunde, Kunstgeschichte und Soziologie an der Universität Tübingen. Von 1965 bis 1968 war er als Wissenschaftlicher Angestellter bei der Württembergischen Landesstelle für Volkskunde in Stuttgart tätig. Seine Universitätsstudien schloss er ab mit einer Dissertation über Evangelische Andachtsbilder. 1968 wurde er Wissenschaftlicher Assistent, später Akademischer Rat am Ludwig-Uhland-Institut für Empirische Kulturwissenschaft der Tübinger Universität. 1981 habilitierte er sich und erwarb die Lehrbefugnis für das Fach Empirische Kulturwissenschaft (Volkskunde), lehrte im Anschluss daran als Privatdozent und dann als apl. Professor an jenem Institut. Von 1985 bis zu seiner Pensionierung im Jahr 2001 war er Professor für Europäische Ethnologie an der Philipps-Universität in Marburg an der Lahn. Er hatte mehrere Gastprofessuren inne: an den Universitäten in Stockholm (1986), Graz (1998) und am Institut für Europäische Ethnologie/Volkskunde der Universität Innsbruck (2002–2009).

## Publikationen
- Evangelische Andachtsbilder. Studien zu Intention und Funktion des Bildes in der Frömmigkeitsgeschichte vornehmlich des schwäbischen Raumes (= Veröffentlichungen des Staatlichen Amtes für Denkmalpflege Stuttgart. Reihe C: Volkskunde. Bd. 5, ISSN 0521-9949). Müller & Gräff, Stuttgart 1968 (Zugleich: Tübingen, Universität, Dissertation, vom 9. Januar 1969).
- Die Religion des Volkes. Kleine Kultur- und Sozialgeschichte des Pietismus. Gütersloher Verlagshaus Mohn, Gütersloh 1980, ISBN 3-579-02102-8.
- Wegzeiger. Zur Kulturgeschichte des Verirrens und Wegfindens. Jonas-Verlag, Marburg 1998, ISBN 3-89445-230-7.
- Menschenwerk. Erkundungen über Kultur. Böhlau, Köln u. a. 2002, ISBN 3-412-14201-8.
- Über die Religion. Glaube und Zweifel in der Volkskultur. Böhlau, Köln u. a. 2004, ISBN 3-412-07504-3.
- Berg-Sucht. Eine Kulturgeschichte des frühen Alpinismus 1750–1850. Böhlau, Wien u. a. 2007, ISBN 978-3-205-77641-3.
- Signaturen der Kultur. Studien zum Alltag & zu seiner Erforschung. Jonas-Verlag, Marburg 2011, ISBN 978-3-89445-459-3.
- Bilder aus den Alpen. Eine andere Geschichte des Bergsteigens. Böhlau, Wien u. a. 2013, ISBN 978-3-205-78918-5.
- Das Herz der Höhe. Eine Kultur- und Seelengeschichte des Bergsteigens. Schwabe, Berlin 2021, ISBN 978-3-7574-0064-4.